# Portugal nos Jogos Olímpicos de Verão de 1992
Portugal participou dos Jogos Olímpicos de Verão de 1992 em Barcelona, na Espanha. O país estreou nos Jogos em 1912 e em Barcelona fez sua 18ª apresentação, sem conquistar nenhuma medalha.
O contingente português que participou nesta edição era constituído por 145 pessoas, integrando 102 atletas de 17 modalidades.

## Participantes
- Rosa Mota, Domingos Castro, Conceição Ferreira, José Regalo, Albertina Dias, Fernanda Marques, Fernanda Ribeiro, Fernando Couto, gémeos Castro, carlos Monteiro - Atletismo;
- Clara Piçarra - Ginástica;
- António Palminha, João Rebelo, Carla Ribeiro - Tiro;
- José Garcia - Canoagem;
- Filipa Cavalleri - Judo;
- Vítor Hugo - Hóquei;
- Ricardo Portela Ribeiro, António Brás, Chaves Ramos, Leite Rodrigues, Vasco Ramires - Equitação;
- Emanuel Couto, Fernando Silva - Ténis;
- Paulo Jorge Martins - Luta greco-romana;
- Ricardo Fernandes, Fernando Silva - Badminton;
- Fernando Bello, António Tânger Correia, Luís Santos, Ricardo Baptista, João Rodrigues, Francisco Bello, Eduardo Seruca, Hugo Rocha - Vela;
- Manuel Barroso - Pentatlo;
- Alexandre Yokochi, Ana Alegria, Miguel Cabrita - Natação;
- João Santos, Daniel Alves - Remo;